# 35 Rum
35 Rum ist ein französisch-deutsches Filmdrama von Claire Denis aus dem Jahr 2008.

## Handlung
Zugführer Lionel lebt mit seiner Tochter Joséphine in einer Vorstadt von Paris. Joséphines Mutter Mechthilde war Deutsche; sie ist gestorben, als Joséphine noch klein war, sodass das Mädchen allein bei ihrem Vater aufwuchs. Zum Bekanntenkreis gehört Taxifahrerin Gabrielle, die im selben Haus wie Vater und Tochter lebt und seit langer Zeit in Lionel verliebt ist. Eine lange Bekanntschaft verbindet Joséphine zudem mit Noé, der viel unterwegs ist und seit dem Tod seiner Eltern in der Wohnung nichts verändert hat.
Joséphine steht kurz vor dem Ende ihres Studiums und vor allem Lionel kann den Gedanken nicht mehr verdrängen, dass seine Tochter ihn eines Tages verlassen wird. Er versucht, ihre Fürsorglichkeit um ihn zu dämpfen. Als er von einer Feier auf Arbeit, bei der die Kollegen den alten René in den Ruhestand verabschiedet haben, betrunken nach Hause kommt – beim Trinkspiel 35 Rum hat er jedoch auf einige Rumgläser verzichtet –, macht er Joséphine klar, dass sie sich nicht um ihn zu kümmern braucht. Später wiederum holt er sie von ihrer Nachtschicht im Virgin Store ab, da ihm nicht wohl dabei ist, wenn sie nachts allein unterwegs ist. Dass Vater und Tochter beginnen, eigene Wege zu gehen, zeigt sich bald. Joséphine findet in Kommilitone Ruben einen Verehrer und erkennt dabei, dass sie eigentlich Noé liebt. Bei einem Konzertausflug von Noé, Joséphine, Gabrielle und Lionel bleiben alle mit Gabrielles Taxi liegen und landen am Ende regendurchnässt in einem Café. Joséphine und Noé tanzen miteinander und Noé küsst sie. Zwar weicht ihm Joséphine in der Folgezeit aus, kommt jedoch zu ihm, als er ankündigt, nach Gabun auswandern zu wollen.
Lionel sieht die Veränderungen in seinem Leben und bleibt ruhig. Genauso ruhig hört er sich den verzweifelten René an, der in seiner Rentenzeit depressiv wird. Er vermisst die Arbeit und ist verzweifelt, dass er tatsächlich alt, aber gesund ist, da er viel lieber in jungen Jahren gestorben wäre. Es ist schließlich Lionel, der den toten René bei einer Abendfahrt auf den Schienen liegend findet.
Lionel und Joséphine fahren eines Tages nach Lübeck und besuchen Mechthildes Schwester. Später pflegen sie Mechthildes Grab und übernachten am Meer. Der große Tag der Heirat von Joséphine und Noé kommt leise. Lionel schenkt seiner Tochter eine Kette, die ihrer Mutter gehört hat. Die Feier nach der Trauung ist für Lionel bedeutungsschwer genug, um 35 Rum durchzuspielen und tatsächlich 35 kleine Schnäpse zu trinken.

## Produktion
35 Rum wurde vom 29. Oktober bis 30. November 2007 unter anderem in Paris (u. a. Universität Paris VII), Saint Denis (u. a. Virgin Megastore) und Lübeck gedreht. Die Kostüme schuf Judy Shrewsbury, die Filmbauten stammen von Arnaud de Moleron.
35 Rum erlebte am 9. September 2008 im Rahmen der Internationalen Filmfestspiele von Venedig seine Premiere, wobei er außer Konkurrenz lief. Die deutsche Erstaufführung erfolgte am 28. September 2008 auf dem Filmfest Hamburg. Der Film lief am 18. Februar 2009 in den französischen und am 5. März 2009 in den deutschen Kinos an. Im Januar 2010 erschien 35 Rum auf DVD, wobei er ohne deutsche Tonspur, jedoch mit Untertiteln veröffentlicht wurde. Der Sender arte zeigte den Film am 28. September 2011 erstmals im deutschen Fernsehen.

## Kritik
Für das Lexikon des internationalen Films war 35 Rum ein „leiser, intensiver Film, hinter dessen vordergründiger Freundlichkeit sich latente (Lebens-)Angst offenbart, wobei er zugleich signalisiert, dass man sich seinen Ängsten stellen muss.“ „Episodenhaft, mit dokumentarischer Beiläufigkeit erzählt von Claire Denis“, befand Cinema.

## Auszeichnungen
Auf dem Filmfest Hamburg gewann 35 Rum 2008 den Art Cinema Award. Der Film war zudem für den Kritikerpreis und den Preis für das Beste Drehbuch nominiert. Auf dem Festival Internacional de Cine de Gijón erhielt der Film 2008 den Spezialpreis der Jury. Bei den Chlotrudis Awards wurde der Film 2010 in den Kategorien Bester Film, Beste Ensembleleistung, Beste Regie und Beste Kamera für einen Preis nominiert.